# Léon Bollée

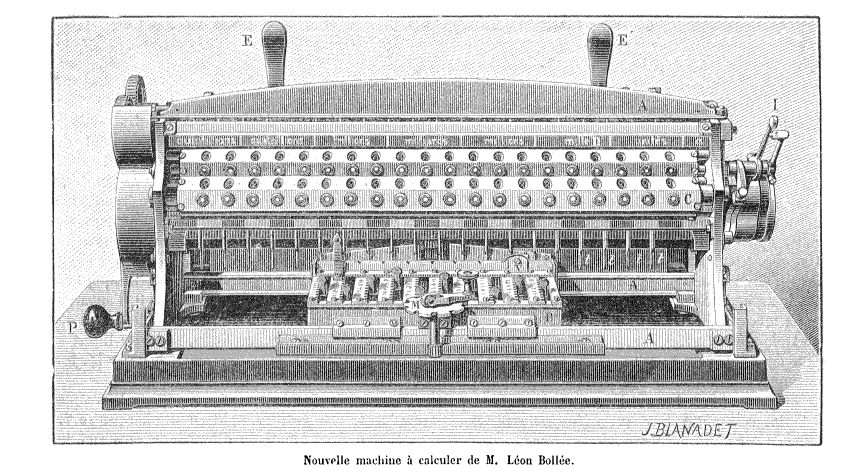
Multiplizierer von Léon Bollée

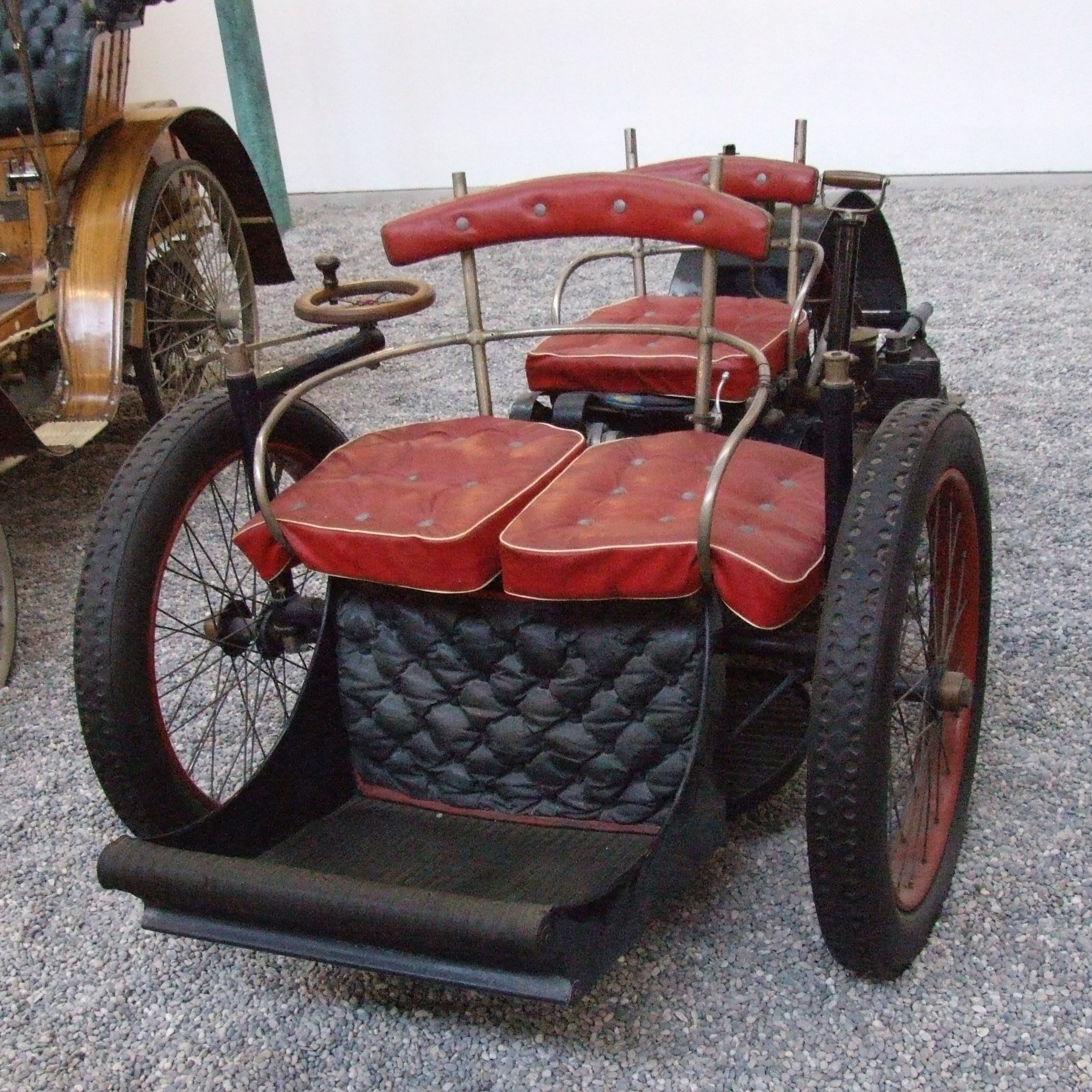
Léon Bollées Dreirad Voiturette, mit dem er die 18-Stunden-Fahrt seines Vaters von Le Mans nach Paris in sieben Stunden wiederholte.

Léon Bollée (* 1. April 1870 in Le Mans; † 16. Dezember 1913 in Neuilly-sur-Seine) war ein französischer Automobilproduzent und -rennfahrer, Motorradrennfahrer, Konstrukteur von Rechenmaschinen und Erfinder. Er ist der Sohn des Glockengießers und Automobilpioniers Amédée Bollée und Bruder von dessen weiterem Sohn Amédée Bollée junior.
Nach Léon Bollée ist das Stade Léon-Bollée in Le Mans benannt, in dem der Le Mans FC lange Zeit seine Heimspiele austrug.
Ebenfalls nach ihm benannt ist das Institut International d’Informatique Léon Bollée in Ho-Chi-Minh-Stadt, der Hauptstadt Vietnams.

## Rechenmaschinen
1887 begann Bollée, an drei verschiedenen Rechenmaschinen zu arbeiten – einer direktmultiplizierenden Rechenmaschine, einer Rechentafel sowie dem Arithmographen. Bollée war der erste, dem die Konstruktion einer direktmultiplizierenden Rechenmaschine gelang. Mit dieser gewann er eine Goldmedaille auf der Pariser Ausstellung 1889. Das System wurde in Frankreich, Belgien, Deutschland und Ungarn patentiert.

## Konstrukteur und Fabrikant von Autos
Bollée gründete 1895 in Le Mans das Unternehmen Automobiles Léon Bollée.
Zunächst konstruierte Léon Bollée ein Dreirad, das über einen Treibriemen mittels eines Einzylindermotors den Wagen antrieb. Er bezeichnete das Auto als Voiturette. Mit diesem Fahrzeug wiederholte er die Fahrt seines Vaters von Le Mans nach Paris, allerdings in nur sieben Stunden, also mit einer Durchschnittsgeschwindigkeit von 30 km/h. Von diesem Modell wurden mehrere hundert gebaut und verkauft. Später stellte er auf dieser Strecke einen Rekord mit einer Durchschnittsgeschwindigkeit von 60 km/h auf.
Ab 1899 baute er ein vierrädriges Auto, dessen Lizenz er 1901 an Darracq vergab.

## Zusammenarbeit mit den Brüdern Wright
Wilbur Wright kam im Mai 1908 nach Frankreich. Man schenkte den amerikanischen Flugberichten zu dieser Zeit keinen Glauben. Nach zehn Wochen Spott seit Ende Mai 1908 war der erste Flug in Frankreich eine Genugtuung. Das Wright Model A wurde von Mai 1908 bis August 1908 in den Werken von Le Mans zusammengebaut. Léon Bollée unterstützte Wilbur Wright mit seiner Fabrik und seiner Gastfreundschaft. Die Flugversuche stießen auf das begeisterte Interesse der französischen Öffentlichkeit. Zunächst hunderte Menschen aus der Umgebung, dann Tausende strömten zu den Flügen. Auch Prominente reisten an, z. B. Königin Margherita von Italien, König Alfonso XIII. von Spanien und König Edward VII. von England. Von den Ereignissen 1908 bis 1909 schoss Léon Bollèe 127 Duotone-Fotos. Wilbur Wright starb drei Jahre nach seiner Rückkehr in die USA an Typhus. Léon Bollée starb ein Jahr später. Bollées Witwe sandte 1920, als man in Le Mans ein Denkmal für Wilbur Wright errichtete, ein Fotoalbum mit den Bildern aus dieser Zeit an dessen jüngeren Bruder Orville.

## Das Unternehmen nach dem Tod Léon Bollées
Die Witwe Bollée führte das Unternehmen nach Léon Bollées Tod 1913 weiter. Sie verkaufte es 1925 an die Morris Motor Company; das Unternehmen wurde umbenannt in Morris-Léon Bollée. Die Absicht der Käufer war, die französischen Importbeschränkungen zu umgehen und Morris-Modelle in Frankreich zu verkaufen. Morris verkaufte das Unternehmen 1931 an eine Gruppe Investoren, die sie in Societé Nouvelle Léon Bollée umbenannte und die Produktion bis 1933 weiterführte.